# Peršaves
 Peršaves  falu Horvátországban Krapina-Zagorje megyében. Közigazgatásilag Mače községhez tartozik.

## Fekvése
Krapinátóltól 13 km-re délkeletre, községközpontjától  4 km-re északnyugatra a Horvát Zagorje területén fekszik.

## Története
A falu kápolnáját 1666-ban említik először, amikor már eléggé romos állapotban volt. Érdekesség, hogy a települést 1676-ig Višja Gorának nevezték. 1734-ben a kápolna körüli temetőbe temetkeztek Peršaves, Vukanci és részben Delkovec és Šipki lakói is. A kápolnát 1786-ban megújították. 1790-ben a kápolnát plébániatemplom rangjára emelték, ugyanis az akkori uralkodó II. József rendeletére a nagyobb plébániákat felosztották. Így a lobori plébániát is ketté osztották és Peršaves önálló plébánia lett. Plébánosa egy korábbi pálos szerzetes Augustin Vrabec lett. A plébánia nem működhetett sokáig, ugyanis a császár halála után anyagi okok miatt Peršavest újra a lobori Szent Anna plébániához csatolták.
A falunak 1857-ben 339, 1910-ben 597 lakosa volt. Trianonig Varasd vármegye Zlatari járásához tartozott. 2001-ben 347 lakosa volt.

## Nevezetességei
Szent Margit tiszteletére szentelt kápolnáját a helyi lakosság csak Margietának nevezi. A kápolnának három oltára van. A főoltáron Szent Margit mellett Szent Katalin és Szent Borbála szobrai állnak. Mellékoltárai Szent György és Szent József tiszteletére vannak szentelve, előbbi a 16. századból, utóbbi 1693-ból származik.

## Külső hivatkozások
- A község hivatalos oldala
- A lobori Szent Anna plébánia honlapja